# George Macready
George Peabody Macready Jr. (Providence, 29 agosto 1899 – Los Angeles, 2 luglio 1973) è stato un attore statunitense.

## Biografia
Nacque nel Rhode Island e si laureò alla Brown University. Fu un collezionista d'arte, e sostenne di essere un discendente di William Charles Macready, celebre attore shakesperiano del XIX secolo. Con l'amico e collega Vincent Price, durante gli anni quaranta, istituì una remunerativa galleria d'arte a Los Angeles. Dopo aver lavorato in compagnie di giro e a Broadway, recitando in almeno 175 diversi lavori, iniziò la carriera cinematografica nel 1942, quando sottoscrisse un contratto con la Columbia Pictures e debuttò nel film Uragano all'alba di John Farrow, specializzandosi in ruoli di villain e in personaggi psicotici, complice una voce dalle tonalità profonde e una cicatrice sulla guancia destra dovuta a un incidente stradale.
Tra i suoi film, Il tempo si è fermato (1948), Vera Cruz (1954), Giovani senza domani (1956), e quello forse più famoso, Gilda (1946), in cui interpretò Ballin Mundson, proprietario di un casinò e marito dell'irrequieta protagonista (Rita Hayworth). Interpretò, inoltre, il breve ruolo di Flavio nella scena iniziale di Giulio Cesare (1953). Il suo ruolo più importante, che lo ha reso noto ai cinefili di tutto il mondo, fu quello del fanatico generale francese Paul Mireau di Orizzonti di gloria (1957), diretto da Stanley Kubrick. Dopo una fortunata parentesi televisiva, con la partecipazione alla soap opera Peyton Place (1965-1968), morì a Los Angeles il 2 luglio 1973, a causa di un enfisema.

## Filmografia parziale

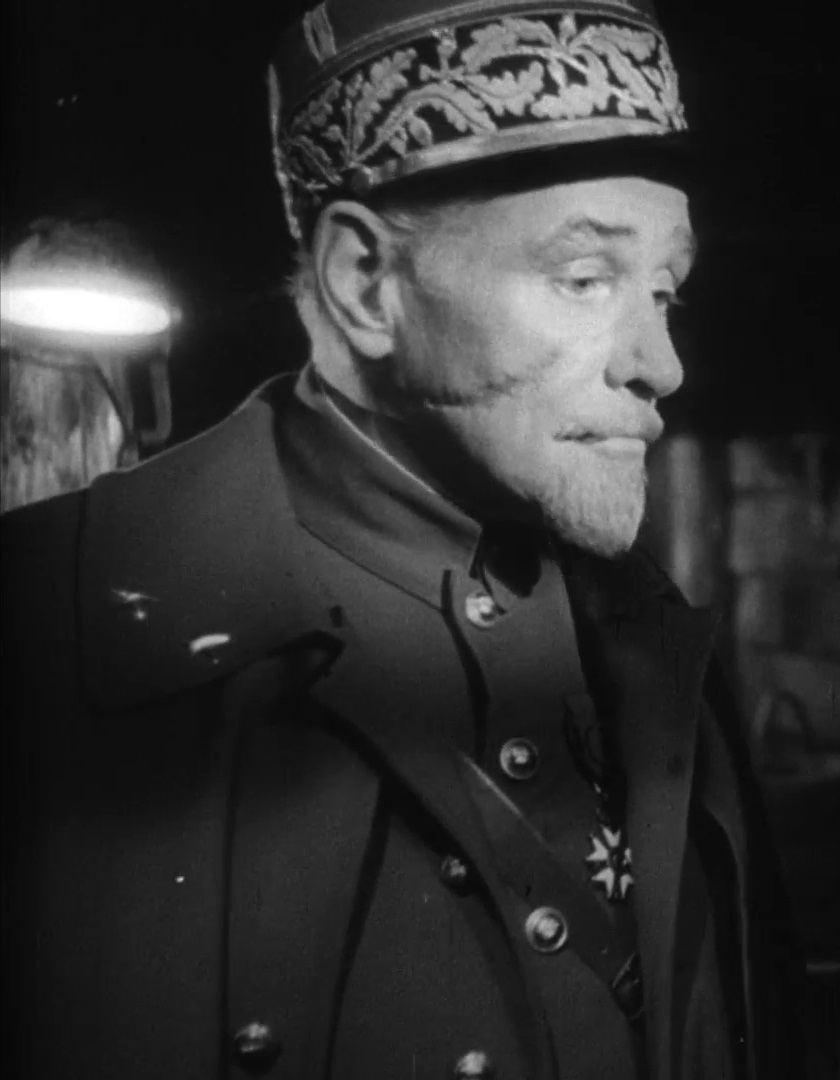
Macready nel film Orizzonti di gloria (1957)

### Cinema
- Uragano all'alba (Commandos Strike at Dawn), regia di John Farrow (1942)
- La nave della morte (Follow the Boys), regia di A. Edward Sutherland (1944)
- La storia del dottor Wassell (The Story of Dr. Wassell), regia di Cecil B. DeMille (1944) (non accreditato)
- La settima croce (The Seventh Cross), regia di Fred Zinnemann (1944)
- Wilson, regia di Henry King (1944) (non accreditato)
- The Soul of a Monster, regia di Will Jason (1944)
- I cospiratori (The Conspirators), regia di Jean Negulesco (1944) (non accreditato)
- The Missing Juror, regia di Budd Boetticher (1944)
- L'eterna armonia (A Song to Remember), regia di Charles Vidor (1945) (non accreditato)
- Le campane suonano all'alba (I Love a Mystery), regia di Henry Levin (1945)
- The Monster and the Ape, regia di Howard Bretherton (1945)
- Contrattacco (Counter-Attack), regia di Zoltán Korda (1945)
- Don Juan Quilligan, regia di Frank Tuttle (1945) (non accreditato)
- Mi chiamo Giulia Ross (My Name Is Julia Ross), regia di Joseph H. Lewis (1945)
- Il cavaliere mascherato (The Fighting Guardsman), regia di Henry Levin (1946)
- Gilda, regia di Charles Vidor (1946)
- Il figlio di Robin Hood (The Bandit of Sherwood Forest), regia di Henry Levin e George Sherman (1946)
- The Man Who Dared, regia di John Sturges (1946)
- ...e le mura caddero (The Walls Came Tumbling Down), regia di Lothar Mendes (1946)
- Il ritorno di Montecristo (The Return of Monte Cristo), regia di Henry Levin (1946)
- Bellezze in cielo (Down to Earth), regia di Alexander Hall (1947)
- Spade insanguinate (The Swordsman), regia di Joseph H. Lewis (1948)
- La freccia nera (The Black Arrow), regia di Gordon Douglas (1948)
- Il tempo si è fermato (The Big Clock), regia di John Farrow (1948)
- Il pugnale del bianco (Coroner Creek), regia di Ray Enright (1948)
- Codice d'onore (Beyond Glory), regia di John Farrow (1948)
- La favorita del maresciallo (The Gallant Blade), regia di Henry Levin (1948)
- I bassifondi di San Francisco (Knock on Any Door), regia di Nicholas Ray (1949)
- La sconfitta di Satana (Alias Nick Beal), regia di John Farrow (1949)
- I morti non parlano (Johnny Allegro), regia di Ted Tetzlaff (1949)
- Solo contro il mondo (The Doolins of Oklahoma), regia di Gordon Douglas (1949)
- L'uomo del Nevada (The Nevadan), regia di Gordon Douglas (1950)
- Le avventure di Capitan Blood (Fortunes of Captain Blood), regia di Gordon Douglas (1950)
- Viva Robin Hood (Rogues of Sherwood Forest), regia di Gordon Douglas (1950)
- L'amante (A Lady Without Passport), regia di Joseph H. Lewis (1950)
- L'aquila del deserto (The Desert Hawk), regia di Frederick de Cordova (1950)
- Tarzan sul sentiero di guerra (Tarzan's Peril), regia di Byron Haskin (1951)
- Rommel, la volpe del deserto (The Desert Fox: The Story of Rommel), regia di Henry Hathaway (1951)
- Pietà per i giusti (Detective Story), regia di William Wyler (1951)
- La calata dei mongoli (The Golden Horde), regia di George Sherman (1951)
- Il guanto verde (The Green Glove), regia di Rudolph Maté (1952)
- Il tesoro dei condor (Treasure of the Golden Condor), regia di Delmer Daves (1953)
- Giulio Cesare (Julius Caesar), regia di Joseph L. Mankiewicz (1953)
- Lo straniero ha sempre una pistola (The Stranger Wore a Gun), regia di André De Toth (1953)
- La spada di Damasco (The Golden Blade), regia di Nathan Juran (1953)
- Duffy of San Quentin, regia di Walter Doniger (1954)
- Vera Cruz, regia di Robert Aldrich (1954)
- Giovani senza domani (A Kiss Before Dying), regia di Gerd Oswald (1956)
- Duello al Passo Indio (Thunder Over Arizona), regia di Joseph Kane (1956)
- The Abductors, regia di Andrew V. McLaglen (1957)
- Orizzonti di gloria (Paths of Glory), regia di Stanley Kubrick (1957)
- Duello a Rio Bravo (Gunfire at Indian Gap), regia di Joseph Kane (1957)
- Le dodici pistole del West (Plunderers of Painted Flats), regia di Albert Gannaway (1959)
- Uomini coccodrillo (The Alligator People), regia di Roy Del Ruth (1959)
- Il ritorno dell'assassino (Jet Over the Atlantic), regia di Byron Haskin (1959)
- Due settimane in un'altra città (Two Weeks in Another Town), regia di Vincente Minnelli (1962)
- Taras il magnifico (Taras Bulba), regia di J. Lee Thompson (1962)
- Sette giorni a maggio (Seven Days in May), regia di John Frankenheimer (1964)
- Chi giace nella mia bara? (Dead Ringer), regia di Paul Henreid (1964)
- Quando l'amore se n'è andato (Where Love Has Gone), regia di Edward Dmytryk (1964)
- Agente spaziale K-1 (The Human Duplicators), regia di Hugo Grimaldi (1965)
- La grande corsa (The Great Race), regia di Blake Edwards (1965)
- Yorga il vampiro (Count Yorga, Vampire), regia di Bob Kelljan (1970) (voce)
- Tora! Tora! Tora!, regia di Richard Fleischer e Kinji Fukasaku (1970)
- Vampire Story (The Return of Count Yorga), regia di Bob Kelljan (1971)

### Televisione
- The Star and the Story – serie TV, episodi 1x07-1x09 (1955)
- General Electric Theater – serie TV, episodi 3x24-4x25-5x23 (1955-1957)
- Alfred Hitchcock presenta (Alfred Hitchcock Presents) – serie TV, episodio 1x13 (1955)
- Celebrity Playhouse – serie TV, episodio 1x09 (1955)
- TV Reader's Digest – serie TV, episodio 2x34 (1956)
- The Texan – serie TV, episodio 1x13 (1958)
- The Further Adventures of Ellery Queen – serie TV, episodio 1x12 (1958)
- Ricercato vivo o morto (Wanted: Dead or Alive) – serie TV, episodio 1x15 (1958)
- Perry Mason – serie TV, 4 episodi (1958-1963)
- Bonanza – serie TV, episodio 1x01 (1959)
- The Rough Riders – serie TV, episodio 1x39 (1959)
- Tightrope – serie TV, episodio 1x13 (1959)
- Avventure in paradiso (Adventures in Paradise) – serie TV, episodio 3x06 (1961)
- Thriller – serie TV, episodio 2x04 (1961)
- The Dick Powell Show – serie TV, episodio 1x13 (1961)
- Ripcord – serie TV, episodio 1x36 (1962)
- Dakota (The Dakotas) – serie TV, episodio 1x03 (1963)
- La grande avventura (The Great Adventure) – serie TV, episodio 1x21 (1964)
- Ai confini della realtà (The Twilight Zone) – serie TV, episodio 5x15 (1964)
- Il ragazzo di Hong Kong (Kentucky Jones) – serie TV, episodio 1x25 (1965)
- Peyton Place – serie TV, 166 episodi (1965-1968)
- Giovani avvocati (The Young Lawyers) – serie TV, episodio 1x00 (1969)
- Mistero in galleria (Night Gallery), regia di Barry Shear, Boris Sagal, Steven Spielberg – serie TV, 1 episodio (1969)
- Lancer – serie TV, episodio 2x10 (1969)

## Doppiatori italiani
- Emilio Cigoli in Gilda, Il ritorno di Montecristo, Il tempo si è fermato, Codice d'onore, I morti non parlano, Le avventure di Capitan Blood, Viva Robin Hood, Giovani senza domani, Orizzonti di gloria, Uomini coccodrillo
- Nino Pavese in Contrattacco, Giulio Cesare, Lo straniero ha sempre una pistola
- Sandro Ruffini in Mi chiamo Giulia Ross, Il guanto verde
- Gaetano Verna in La freccia nera, L'aquila del deserto
- Giorgio Capecchi in Rommel, la volpe del deserto, Il tesoro dei condor
- Lauro Gazzolo in Duello a Rio Bravo, La grande corsa
- Corrado Racca in La sconfitta di Satana, L'uomo del Nevada
- Stefano Sibaldi in La calata dei mongoli, Vera Cruz
- Manlio Busoni in La storia del dottor Wassell
- Amilcare Pettinelli in Il figlio di Robin Hood
- Augusto Marcacci in Pietà per i giusti
- Mario Besesti in La spada di Damasco
- Bruno Persa in Tora! Tora! Tora!
- Giorgio Piazza in Gilda (ridoppiaggio)
- Luciano De Ambrosis in Bellezze in cielo (ridoppiaggio)